# Ordre des Neuf gemmes
L'ordre des Neuf gemmes (en thaï : เครื่องราชอิสริยาภรณ์อันเป็นโบราณมงคลนพรัตนราชวราภรณ์ ; RTGS : Khrueang Ratcha-itsariyaphon An Pen Borannamongkhon Noppharat Ratchawaraphon) est une décoration honorifique du royaume de Thaïlande.

## Histoire
L'ordre a été fondé en 1856 par le roi de Siam Rama IV sur le modèle des ordres honorifiques européens. Il porte le nom de l'amulette Navaratna (en) formé de neuf pierres, le diamant, le rubis, l'émeraude, le saphir jaune, le grenat, le saphir bleu, la perle ou pierre de lune, le zircon ou la topaze et l'œil-de-chat.

## Statut
L'ordre est décerné aux membres de famille royale thaïlandaise et hauts fonctionnaires bouddhistes qui ont rendu d'éminents services au pays,. Dans la pratique, il s'agit de l'ordre le plus élevé accordé aux citoyens thaïlandais, car les deux ordres supérieurs sont réservés à la famille royale ou aux chefs d'État étrangers. 

## Insignes

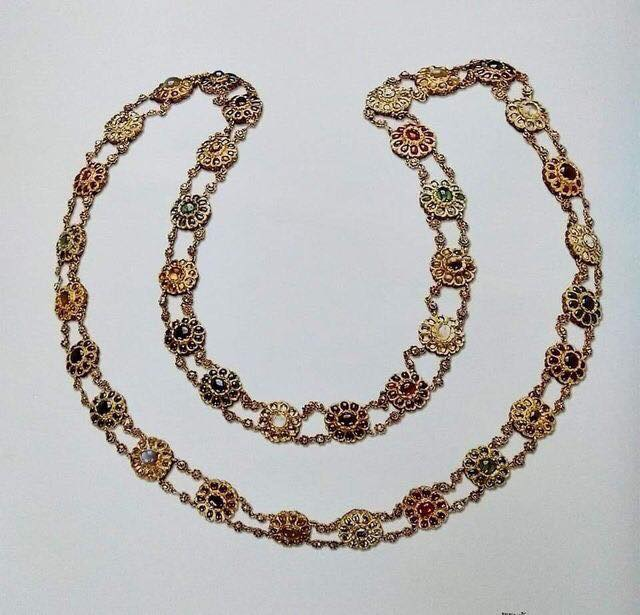
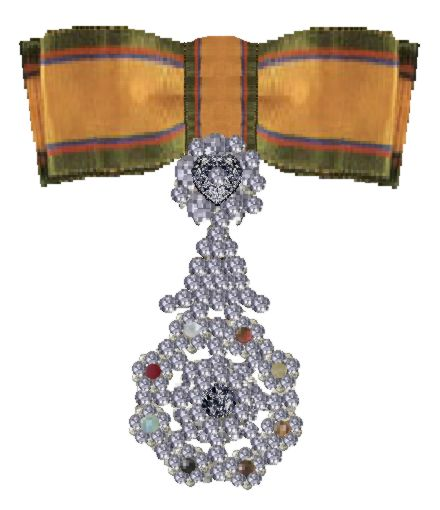
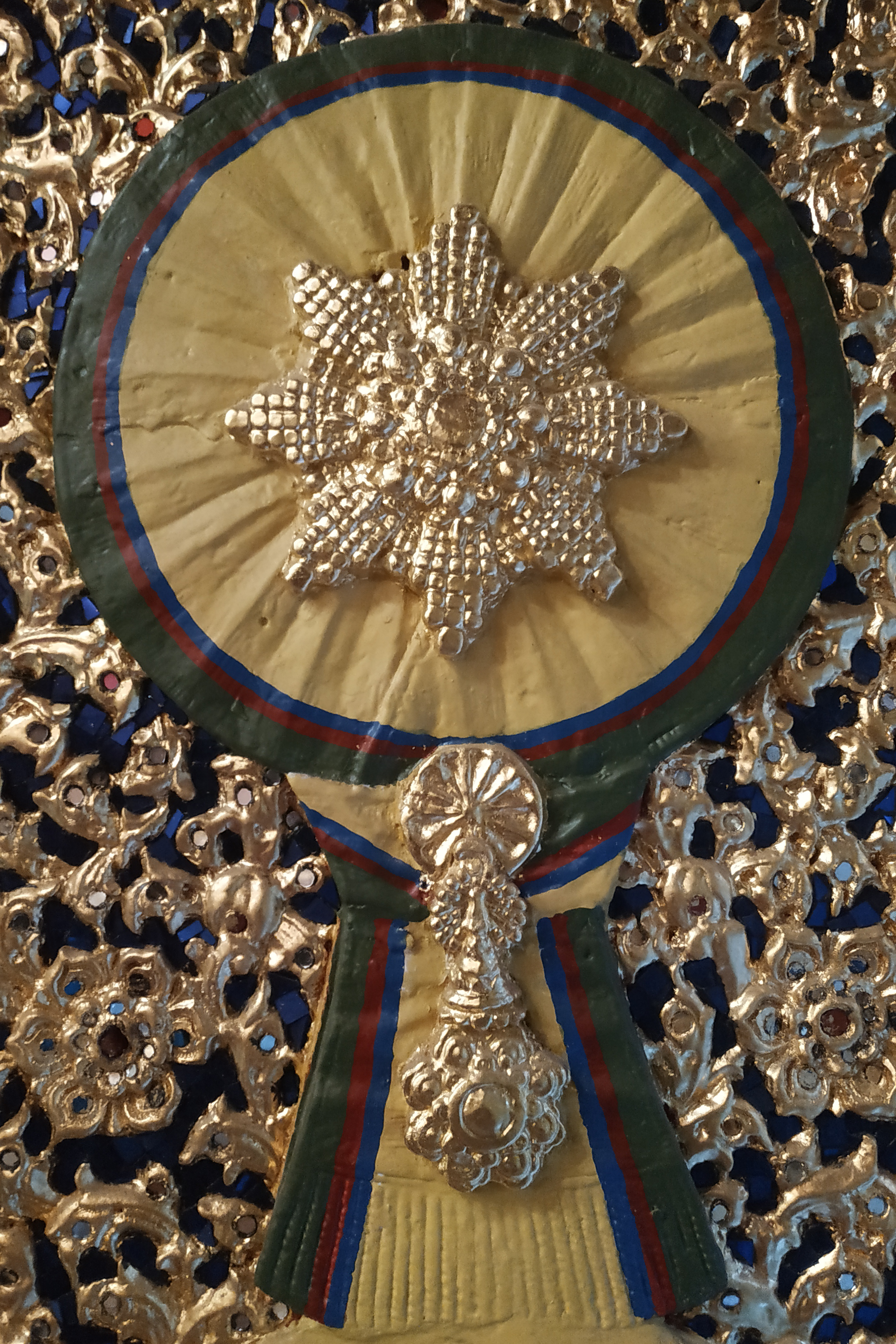
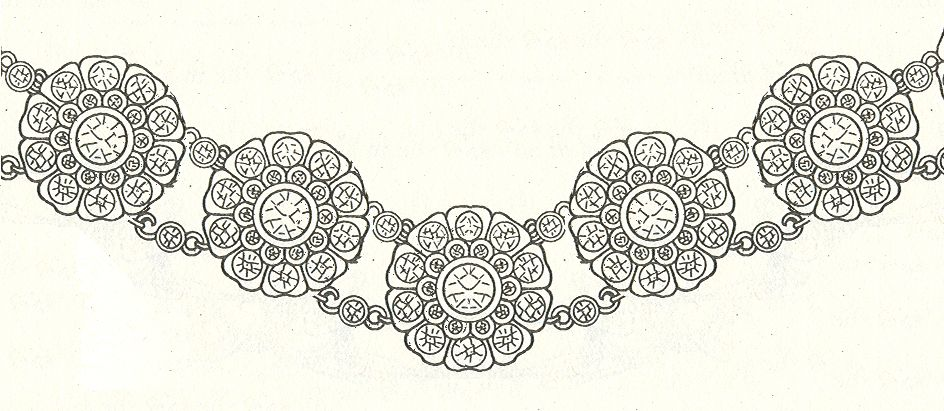
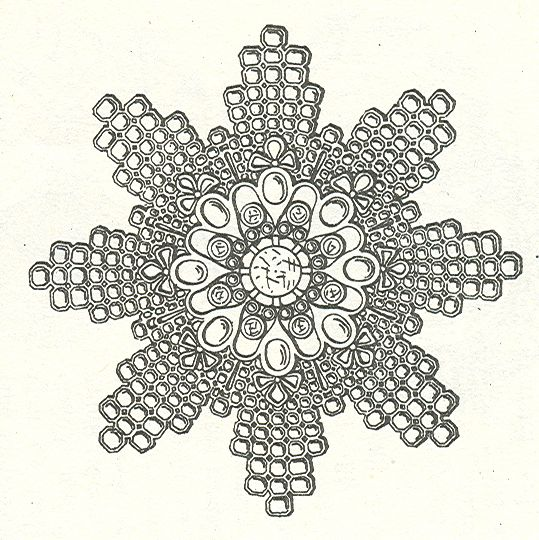